# Mobilitatea forței de muncă în Europa
În acordurile de extindere a Uniunii Europene din 2003 și 2005 există clauze speciale privind o perioadă de tranziție înainte ca cetățenii noilor state membre să poată fi angajați în termeni egali și fără discriminare în vechile state membre. Vechile state membre au dreptul de a impune o perioadă de tranziție de 2 ani, de a decide asupra unei extensii suplimentare de 3 ani, si apoi, în cazul în care "există dovezi serioase" că forța de muncă dintr-un nou stat state membru ar influența negativ piata forței de muncă în respectivul stat, să extindă această perioadă pentru încă 2 ani.

De asemenea, cetățenii statelor membre în Spațiul Economic European au același drept la libertate de mișcare în interiorul SEE (inclusiv UE). Uniunea Europeană si Elveția au implementat un acord bilateral cu același scop. Statele membre SEE si Elveția sunt considerate "vechi state membre" în contextul acordurilor de extindere, deci pot implementa perioade de tranziție de 2+3+2 ani.
Cetățenii români (și bulgari) care au muncit în mod legal timp de 12 luni neîntrerupt (cu excepția vacanțelor legale sau a concediului de boală/maternitate) ca angajați într-un stat al UE primesc liber la muncă în respectivul stat. Acest drept se pierde la părăsirea statului respectiv.
„(8) Pe durata suspendării aplicării articolelor 1 - 6 din Regulamentul (CEE) nr. 1612/68 în temeiul alineatelor (2) - (5) și (7) de mai sus, în ceea ce privește dreptul membrilor familiilor lucrătorilor de a accede la un loc de muncă, se aplică articolul 23 din Directiva 2004/38/CE în România cu privire la resortisanții actualelor state membre și în actualele state membre cu privire la resortisanții români, în următoarele condiții:

— soțul unui lucrător și descendenții acestora care nu depășesc vârsta de 21 de ani sau care se află în întreținerea acestora, care locuiesc legal împreună cu lucrătorul pe teritoriul unui stat membru la data aderării, beneficiază, după aderare, de acces imediat pe piața forței de muncă din acel stat membru. Această dispoziție nu se aplică membrilor familiei unui lucrător care a fost admis legal pe piața forței de muncă din acel stat membru pentru o perioadă de mai puțin de 12 luni;
— soțul unui lucrător și descendenții acestora care nu depășesc vârsta de 21 de ani sau care se află în întreținerea acestora, care locuiesc legal împreună cu lucrătorul pe teritoriul unui stat membru la o dată ulterioară aderării, dar în cursul perioadei de aplicare a dispozițiilor tranzitorii stabilite mai sus, beneficiază de acces pe piața forței de muncă din respectivul stat membru în cazul în care au locuit în acel stat membru cel puțin optsprezece luni sau din al treilea an după data aderării, oricare din aceste date intervine prima în ordine cronologică.

Aceste dispoziții nu aduc atingere măsurilor mai favorabile, indiferent dacă acestea sunt de drept intern sau rezultă din acorduri bilaterale.”—Jurnalul Oficial al Uniunii Europene, ANEXA VII. Lista menționată la articolul 20 din protocol: măsuri tranzitorii, România